# Nizozemsko na Letních olympijských hrách 1996
Nizozemsko na Letních olympijských hrách 1996 reprezentovala výprava 239 sportovců, z toho 137 mužů a 102 žen v 19 sportech.

## Medailisté
| Medaile | Jméno | Sport         | Disciplína                               |
| ------- | --- | ------------- | ---------------------------------------- |
| Zlato   | Bart Brentjens | Cyklistika    | Muži cross-country                       |
| Zlato   | Peter Blangé Bas van de Goor Mike van de Goor Rob Grabert Henk-Jan Held Guido Görtzen Misha Latuhihin Olof van der Meulen Jan Posthuma Brecht Rodenburg Richard Schuil Ron Zwerver | Volejbal      | turnaj mužů                              |
| Zlato   | Michiel Bartman Jeroen Duyster Ronald Florijn Koos Maasdijk Nico Rienks Diederik Simon Niels van Steenis Niels van der Zwan Henk-Jan Zwolle | Veslování     | Muži osmiveslice                         |
| Zlato   | Jacques Brinkman Floris Jan Bovelander Maurits Crucq Marc Delissen (kapitán) Jeroen Delmee Taco van den Honert Erik Jazet Ronald Jansen Leo Klein Gebbink Bram Lomans Teun de Nooijer Wouter van Pelt Stephan Veen Guus Vogels Tycho van Meer Remco van Wijk                           | Pozemní hokej | Turnaj mužů                              |
| Stříbro | Ingrid Haringa | Cyklistika    | Ženy bodovací závod                      |
| Stříbro | Margriet Matthijsse | Jachting      | Ženy třída Europe                        |
| Stříbro | Anky van Grunsvenová | Jezdectví     | Drezura - jednotlivci                    |
| Stříbro | Tineke Bartels Anky van Grunsvenová Gonnelien Rothenberger Sven Rothenberger | Jezdectví     | Drezura - družstvo                       |
| Stříbro | Maarten van der Linden Pepijn Aardewijn | Veslování     | Muži dvojka bez kormidelníka lehkých vah |
| Bronz   | Kirsten Vlieghuis | Plavání       | Ženy 400 m volný způsob                  |
| Bronz   | Kirsten Vlieghuis | Plavání       | Ženy 800 m volný způsob                  |
| Bronz   | Ingrid Haringa | Cyklistika    | Ženy sprint                              |
| Bronz   | Roy Heiner | Jachting      | Muži třída Finn                          |
| Bronz   | Sven Rothenberger | Jezdectví     | Drezura - jednotlivci                    |
| Bronz   | Mark Huizinga | Judo          | Muži do 86 kg                            |
| Bronz   | Jenny Galová | Judo          | Ženy do 61 kg                            |
| Bronz   | Claudia Zwiersová | Judo          | Ženy do 66 kg                            |
| Bronz   | Irene Eijs Eeke van Nes | Veslování     | Ženy dvojskif                            |
| Bronz   | Suzanne Plesman Dillianne van den Boogaard Florentine Steenberghe Willemijn Duyster Mijntje Donners Fleur van de Kieft Nicole Koolen Jeannette Lewin Wietske de Ruiter Ellen Kuipers Margje Teeuwen Carole Thate Jacqueline Toxopeus Stella de Heij Noor Holsboer Suzan van der Wielen | Pozemní hokej | Turnaj žen                               |